# Шунь

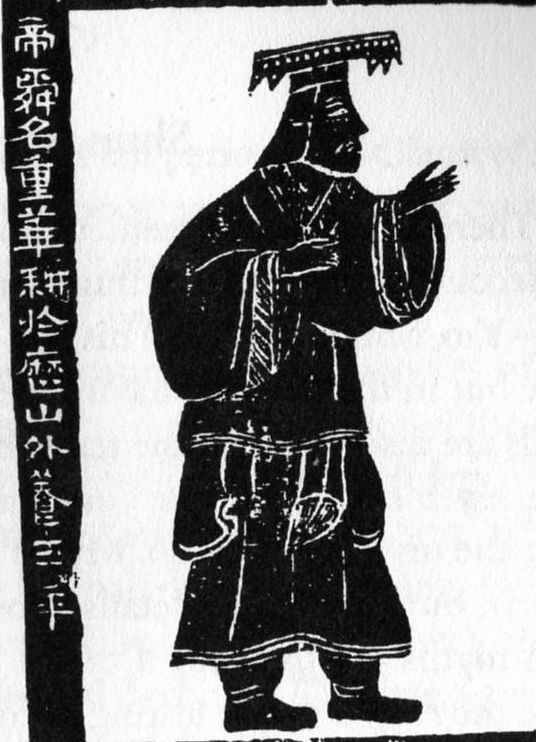
Император Шунь

 Шунь (кит. упр. 舜, пиньинь Shùn) — легендарный китайский император, согласно преданиям живший в XXIII веке до н. э., последний из «Пяти Древних Императоров».

## Предание
Согласно легенде, рождению Шуня предшествовали необычайные обстоятельства. Происходил он из племени Шан, и его отцом был слепой старик Гу-соу. Однажды Гу-соу приснился волшебный феникс с зёрнышком риса в клюве, старик проглотил это зёрнышко, и в положенный срок у его жены, до этого бездетной, родился сын. Вскоре мать мальчика умерла, и отец женился вторично. Мачеха, у которой старик был в полном подчинении, возненавидела Шуня, и несколько раз при помощи мужа и сына пыталась его погубить. Поэтому Шунь покинул отчий дом и отправился к горе Лишань, на реке Гуйшуй. Затем перебрался в Хэбин, занявшись гончарным ремеслом. Вокруг его хижины постепенно селились другие люди, через год там образовалось поселение, а через 3 года — столичный город Пубань.
Император Яо, узнавший о добродетельном юноше, взял его к себе на службу и выдал за него двух своих дочерей. Зажив своим домом, Шунь, несмотря на то, что на его жизнь трижды покушалась завистливая родня, продолжал выказывать отцу, мачехе и сводному брату своё почтение. Эта добродетель, а также то, что Шунь успешно прошёл испытание на мужество и удачливость в Лесу Ужаса (что указывало на покровительство ему Небесных сил), подвигло Яо на передачу ему трона Поднебесной, в обход своего недостойного сына Даньчжу. В день, когда Шунь взошёл на престол, в небо поднялись одновременно 10 солнц, на земле началась страшная засуха, и лишь с помощью  Небесного стрелка И, отстрелившего 9 из них, Шуню удалось справиться с этим бедствием.
Шунь в Китае считается реформатором музыки и календаря, символом сыновней любви, преданности и почтительности. Конфуций считал Шуня, наравне с Яо и Юем, тремя жившими на Земле «совершенными людьми». Как и своему предшественнику Яо, Шуню пришлось вести длительные и кровопролитные войны с племенами мяо и кунг, постоянно нападавшими на Китай. Согласно легенде, в этих войнах (с племенами кунг) китайцы впервые использовали оружие из железа.
Как и Яо, Шунь оставил престол не собственному сыну по имени Шанцзюнь 商均, а герою Юю, который посредством строительства дамб и каналов усмирил потоп. Юй стал основателем первой династии (Ся), о которой повествует традиционная китайская историография.
Умер Шунь в возрасте около 100 лет, из которых несколько десятилетий мудро правил страной. Любитель путешествий по стране, он скончался во время поездки на Юг. Согласно легенде, верные жёны Шуня, узнав о его смерти, тоже отправились на Юг. При переправе через реку Сянцзян лодка перевернулась, женщины утонули и превратились в фей этой реки.

## Разночтения
Несмотря на то, что образ Шуня традиционно окружён конфуцианским почитанием, некоторые ранние источники упоминают, что он узурпировал трон Яо.